# Israelândia
Israelândia, amtlich portugiesisch Município de Israelândia, ist eine brasilianische politische Gemeinde im Bundesstaat Goiás. Sie liegt westsüdwestlich der brasilianischen Hauptstadt Brasília und 199 km von Goiânia, der Hauptstadt des Bundesstaates, entfernt. Die Bevölkerung wurde zum 1. Juli 2019 auf 2800 Einwohner geschätzt, die auf einer Gemeindefläche von rund 577,5 km² leben und Israelandenser genannt werden (israelandenses).

## Geschichte
Der Ursprung dieser Siedlung war die Entdeckung von Gold- und Diamantvorkommen am Rio Claro und Córrego do Vaz im Jahr 1942 durch den Diamanten- und Goldkäufer Israel de Amorim, der sich dort mit seiner Familie niederließ. Nach Israel de Amorim ist auch die Gemeinde Amorinópolis in Goiás benannt. 1953 wurde sie unter dem Namen Monchão do Vaz zu einem Distrikt der Gemeinde Iporá und erhielt am 14. November 1958 Stadtrechte als Munizip (Lei Estadual nº 2114) unter dem Namen Israelândia.

## Geographische Lage
Israelândia grenzt
- im Nordosten an die Gemeinde Fazenda Nova
- im Süden an Moiporá
- im Südwesten an Iporá
- im Nordwesten an Jaupaci

Das Biom ist der brasilianische Cerrado.
Seit 1979 besteht der Munizip aus den beiden Distrikten Distrito de Israelândia und Distrito de Piloândia. 